# Patricia Crone
Patricia Crone (født 28. marts 1945 i Kyndeløse Sydmark i den nuværende Lejre Kommune, Danmark, død 11. juli 2015 i Princeton, New Jersey, USA) var en dansk historiker, der især har forsket i den tidlige Islam.
Hun er kaldt "én af islamforskningens allerstørste autoriteter".
Sammen med den britiske forsker Michael Cook (født 1940) har hun udgivet det kontroversielle værk: Hagarism: The Making of the Islamic World (1977).
Patricia Crone satte spørgsmålstegn ved pålideligheden af Siraerne, der er nedskrevne beretninger om Muhammeds liv, hans biografi.

## Forfatterskab
Patricia Crone har skrevet flere bøger og artikler, både alene og sammen med andre.

### Eneforfatter
- Slaves on Horses : The Evolution of the Islamic Polity (1980) ISBN 0-521-52940-9
- Meccan Trade and the Rise of Islam (1987) ISBN 1-59333-102-9
- Roman, Provincial and Islamic Law : The Origins of the Islamic Patronate (1987, Paperback: 2002) ISBN 0-521-52949-2
- Pre-Industrial Societies : Anatomy of the Pre-Modern World (2003) ISBN 1-85168-311-9
- God's Rule : Government and Islam. Six Centuries of Medieval Islamic Political Thought (2004). Columbia University Press. ISBN 0-231-13290-5. Also ISBN 0-231-13291-3.
- Medieval Islamic Political Thought (2005). Edinburgh University Press, New Ed edition. ISBN 0-7486-2194-6
- From Arabian Tribes to Islamic Empire : Army, State and Society in the Near East c.600-850 (2008) ISBN 978-0-7546-5925-9

### Medforfatter
- Patricia Crone & M.A. Cook, Hagarism: The Making of the Islamic World (1977) ISBN 0-521-29754-0
- Patricia Crone & Martin Hinds, God's Caliph : Religious Authority in the First Centuries of Islam (2003; orig. 1986) ISBN 0-521-54111-5

### Artikler
- Patricia Crone, "What do we actually know about Mohammed?", Open Democracy, 10 June 2008
- Patricia Crone, "'Jihad': idea and history", Open Democracy, 30 april 2007